# Wereldkampioenschap voetbal 2018 (Groep C) Peru - Denemarken
Dit artikel gaat over de wedstrijd in de groepsfase in groep C tussen Peru en Denemarken die gespeeld werd op zaterdag 16 juni 2018 tijdens het wereldkampioenschap voetbal 2018. Het duel was de zevende wedstrijd van het toernooi.

## Voorafgaand aan de wedstrijd
- Peru stond bij aanvang van het toernooi op de elfde plaats van de FIFA-wereldranglijst.
- Denemarken stond bij aanvang van het toernooi op de twaalfde plaats van de FIFA-wereldranglijst.
- De confrontatie tussen de nationale elftallen van Peru en Denemarken vond nog nooit eerder plaats.
- Het duel vond plaats in de Mordovia Arena in Saransk. Dit stadion werd in 2017 geopend en heeft een capaciteit van 45.000.

## Wedstrijdgegevens[1]
| Datum                | 16 juni 2018                                                                                | 16 juni 2018                                                                                |
| Wedstrijdnummer      | 7                                                                                           | 7                                                                                           |
| Stadion              | Mordovia Arena, Saransk                                                                     | Mordovia Arena, Saransk                                                                     |
| Toeschouwers         | 40.502                                                                                      | 40.502                                                                                      |
| Scheidsrechter       | Bakary Gassama                                                                              | Bakary Gassama                                                                              |
| Assistenten          | Jean-Claude Birumushahu Abdelhak Etchiali                                                   | Jean-Claude Birumushahu Abdelhak Etchiali                                                   |
| Vierde official      | Mehdi Abid Charef                                                                           | Mehdi Abid Charef                                                                           |
| Videoscheidsrechters | Felix Zwayer Mark Borsch (assistent) Bastian Dankert (assistent) Danny Makkelie (assistent) | Felix Zwayer Mark Borsch (assistent) Bastian Dankert (assistent) Danny Makkelie (assistent) |
| Man van de wedstrijd | Yussuf Poulsen                                                                              | Yussuf Poulsen                                                                              |
|                      | Peru                                                                                        | Denemarken                                                                                  |
| Doelpunten           | 0                                                                                           | 1                                                                                           |
| Gele kaarten         | 1                                                                                           | 2                                                                                           |
| Rode kaarten         | 0                                                                                           | 0                                                                                           |
| Wissels              | 3                                                                                           | 3                                                                                           |
| Schoten op doel      | 6                                                                                           | 3                                                                                           |
| Schoten naast doel   | 11                                                                                          | 7                                                                                           |
| Overtredingen        | 10                                                                                          | 18                                                                                          |
| Hoekschoppen         | 3                                                                                           | 7                                                                                           |
| Buitenspel           | 5                                                                                           | 3                                                                                           |
| Balbezit (%)         | 52                                                                                          | 48                                                                                          |

| Peru | 0 – 1        | Denemarken |
| Christian Cueva 45+1' (pen.) | goals        | 59' Yussuf Poulsen (Christian Eriksen) |
| Ricardo Gareca | bondscoach   | Åge Hareide |
| Pedro Gallese Luis Advíncula Alberto Rodríguez Christian Ramos Miguel Trauco Renato Tapia 87' Yoshimar Yotún André Carrillo Christian Cueva Edison Flores 62' Jefferson Farfán 85' | opstellingen | Kasper Schmeichel Henrik Dalsgaard Simon Kjær 81' Andreas Christensen Jens Stryger Larsen 36' William Kvist Christian Eriksen Thomas Delaney Yussuf Poulsen Nicolai Jørgensen 67' Pione Sisto |
| José Paolo Guerrero 62' Raúl Ruidíaz 85' Pedro Aquino 87' | wissels      | 35' Lasse Schöne 67' Martin Braithwaite 81' Mathias Jørgensen |
| Renato Tapia 38' | gele kaarten | 86' Thomas Delaney 90+3' Yussuf Poulsen |
| | rode kaarten | |